# ホットスワップ
ホットスワップ（英: Hot swap）は、日本語で活線挿抜（かっせんそうばつ）または活性挿抜とも表記され、主電源を投入したまま脱着を行える構造を備えた機器の仕組みを言う。
通常、稼働中の機器内部の各コンポーネントには電源が繋がっており、それを用いて稼働している。ホットスワップや類似した技術が採用されていない機器では、この状態で一部のパーツを外すと回路がオープンになって機器全体が不安定となったり、配線がショートする恐れがあった。ホットスワップが採用される以前の一部の機器は電源系を制御する仕組みを持ち、コマンドやパネル操作によってパーツ毎の電源をON/OFFして交換する事が出来たが、汎用的な仕組みは無く機器独自仕様に留まっていた。
このためホットスワップに対応しない機器では、ハードウェアやデバイスを新たに接続する場合や取り外す場合は、機器全体の主電源を切断した状態で行わなければならなかった。また、通電中に脱着が可能な場合でも、システム上で使用可能と認識されるためには、脱着後に機器の再起動をしなければならなかった。ホットスワップに対応することによって、動作中のコンピュータにハードウェアやデバイスを接続すると、即座に認識し使用可能な状態になる。
本来は無停止コンピュータ等の為に開発された技術であるが、パーソナルコンピュータの周辺機器を接続する際に用いられるUSB、IEEE 1394、Serial Attached SCSI、サーバ機のRAID構成ストレージ、PCI ExpressボードやPCカード等にも実装されている。
実際にホットスワップが正常に動作するためには、デバイス、インタフェース、BIOS、デバイスドライバ、OSの全てがホットスワップに対応している必要がある。
稼動しているOS自体を格納したストレージ（システムパーティションとも言う）は、ほとんどの場合ホットスワップできず、無理に着脱するとOS稼動停止となる。

## シリアルATA
シリアルATAはホットスワップに対応した規格である。実際にホットスワップを行うには、ホットスワップに対応したインタフェース（マザーボードまたはインタフェースカード）、電源ケーブル（一部には未対応品あり）が必須となる。
OS側との調整には、サードパーティー製ソフトウェアが必要となる場合がある。